# Paul Bignon
Pour les articles homonymes, voir Bignon.
Paul Bignon est un homme politique français né le 14 avril 1858 à Eu (Seine-Inférieure) et mort le 24 janvier 1932 à Eu.

## Biographie
- Maire de la ville d'Eu de 1892 à 1929
- Conseiller général de Seine-Inférieure de 1895 à 1932
- Député républicain de gauche de la Seine-Inférieure de 1902 à 1927
- Sénateur de la Seine-Inférieure de 1927 à 1932

- Sous-secrétaire d'État aux Ports, à la Marine Marchande et aux Pêches du 20 janvier 1920 au 16 janvier 1921 dans les gouvernements Alexandre Millerand (1), Alexandre Millerand (2) et Georges Leygues.

Il est membre de la Société industrielle de Rouen en 1922.

## Distinctions
- Chevalier de la Légion d'honneur (1919)[1]
- Grand-croix de l'ordre du British Council
- Commandeur de l'ordre de Léopold II
- Grand-officier de l'ordre du Lion blanc de Tchécoslovaquie (1931)[2]

## Liens externes

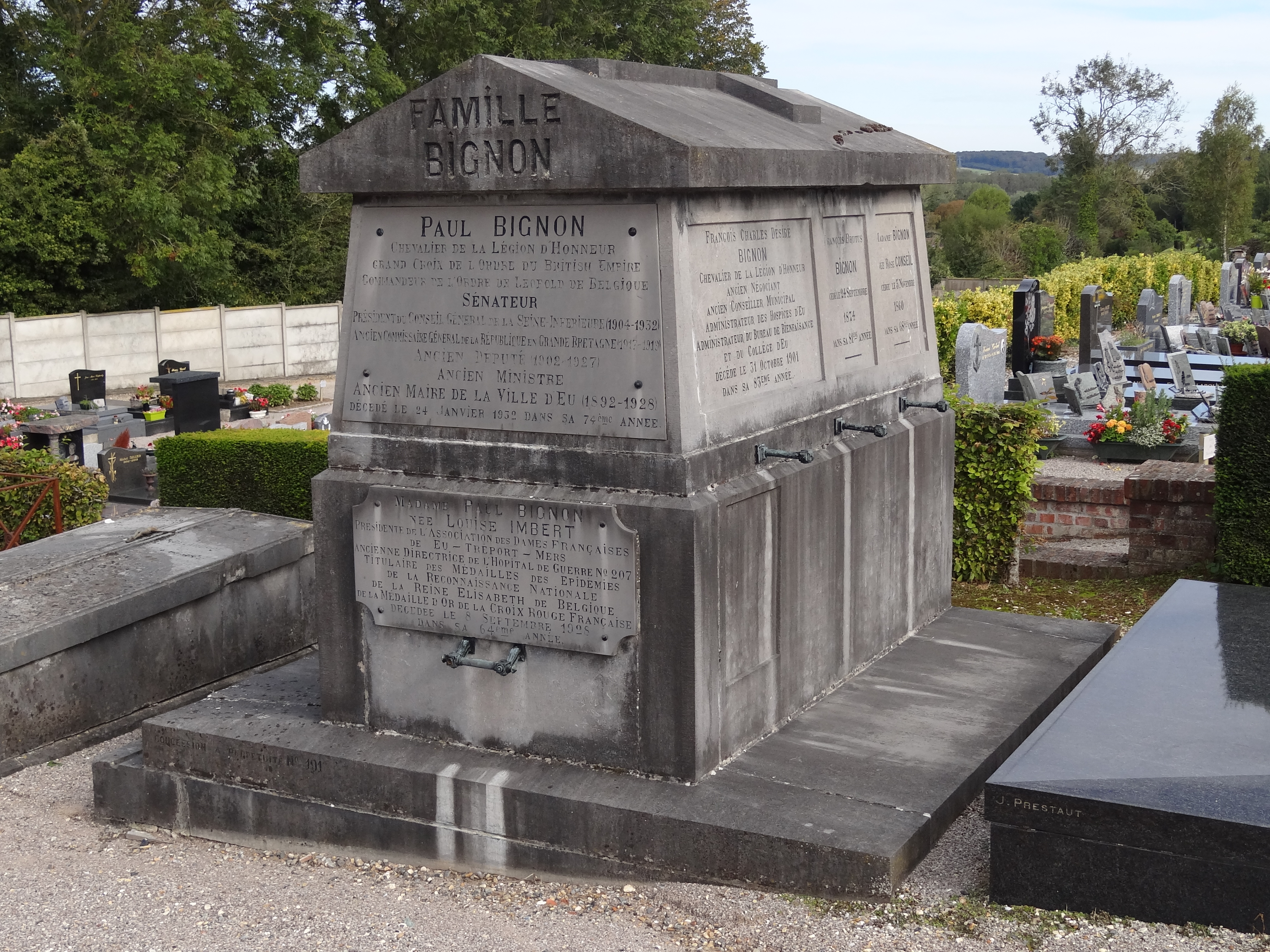
Le tombeau de Paul Bignon au cimetière d'Eu (Seine-Maritime).